# شون بريت
شون بريت (بالإنجليزية: Seán Brett)‏ هو لاعب كرة القدم الغالية أيرلندي، ولد في 1967 في Mullinahone ‏ في جمهورية أيرلندا.